# Distrikt Independencia (Huaraz)
Der Distrikt Independencia ist einer von 12 Distrikten der Provinz Huaraz und liegt in der Region Ancash in West-Peru.
Der Distrikt Independencia wurde 1992 eingerichtet. Verwaltungssitz ist Centenario mit 63.835 Einwohnern (Stand 2017).

## Geographische Lage
Der 342,95 km² große Distrikt Independencia erstreckt sich quer über die Tallandschaft Callejón de Huaylas. Er hat eine Längsausdehnung in SSW-NNO-Richtung von 38 km sowie eine mittlere Breite von etwa 9 km. Der Distrikt reicht im Osten bis zur vergletscherten Cordillera Blanca. Er grenzt im 
Süden an den Distrikt Huaraz, im Westen an den Distrikt Pira, im Nordwesten an den Distrikt Jangas, im Norden an den Distrikt Tarica, im Nordosten an den Distrikt San Miguel de Aco (Provinz Carhuaz) sowie im äußersten Osten an die Distrikte Huari und Distrikt Huántar (beide in der Provinz Huari).
Die urbanen Gebiete von Independencia bilden die nördlichen Vororte des Ballungsraums Huaraz. Der Fluss Río Quilcay, rechter Nebenfluss des Río Santa, verläuft zwischen der Stadt Huaraz und dem Distrikt Independencia.

## Bevölkerung
Die Einwohnerzahl des Distrikts nahm in der Vergangenheit stetig zu. Im Jahr 1993 lag sie bei 47.614, im Jahr 2007 bei 62.853 und im Jahr 2017 bei 76.088. Der Distrikt gilt als der am dichtesten besiedelte Distrikt der Provinz Huaraz.

## Städte und Ortschaften im Distrikt
- Acovichay
- Atusparia
- Cancaryacu
- Cascapampa
- Centenario
- Chequio
- El Milagro
- El Pinar
- Las Lomas
- Llactash
- Los Olivos
- Monterrey
- Nicrupampa
- Nueva Florida
- Nueva Esperanza
- Palmira
- Patay
- Quinuacocha
- Shancayan
- Vichay